# Matt Daley
Pour les articles homonymes, voir Daley.
Matthew Thomas Daley (né le 23 juin 1982 à Flushing, New York, États-Unis) est un lanceur droitier de la Ligue majeure de baseball.

## Carrière
Après des études secondaires à la Garden City High School de Garden City (New York) où il excelle en baseball et en basket-ball, Matt Daley suit des études supérieures à l'université Bucknell de 2001 à 2004. Il opte pour le baseball et porte les couleurs des Bucknell Bison, mais manque la totalité de la saison 2002 après avoir subi une opération Tommy John.

### Rockies du Colorado
Non drafté, Matt Daley est recruté comme agent libre amateur par les Rockies du Colorado le 11 juin 2004. Il passe cinq saisons en Ligues mineures avant d'effectuer ses débuts en Ligue majeure le 25 avril 2009 comme lanceur de relève. Utilisé dans 57 parties pour Colorado, il affiche une moyenne de points mérités de 4,24 avec 55 retraits sur des prises en 51 manches lancées. À l'automne, il joue en séries éliminatoires, accordant un coup sûr et un but-sur-balles, mais aucun point, aux Phillies de Philadelphie durant la Série de division de la Ligue nationale perdue par Colorado.
En 2010, Daley effectue 28 sorties en relève pour les Rockies. Il totalise 23 manches et un tiers au monticule et sa moyenne de points mérités est de 4,24.
Ennuyé par des blessures en 2010 et 2011, Daley ne joue que 10 parties pour Colorado lors de cette dernière saison. En août, il est opéré à la coiffe du rotateur.

### Yankees de New York
Avant la saison 2012, il signe un contrat des ligues mineures avec les Yankees de New York. Il ne joue pas en 2012, récupérant toujours de l'opération à l'épaule subie en août précédent. Il effectue son retour en 2013, saison où il évolue surtout en ligues mineures. Il lance 6 manches en 7 matchs pour les Yankees en septembre, n'accordant aucun point, enregistrant 8 retraits sur des prises et récoltant une victoire. 
Le 26 septembre 2013 au Yankee Stadium, il lance un tiers de manche en relève face aux Rays de Tampa Bay et est celui qui remplace le légendaire Mariano Rivera immédiatement après sa dernière présence au monticule en carrière,.
Daley joue 20 matchs et lance 20 manches et un tiers pour les Yankees en 2013 et 2014, et maintient une moyenne de points mérités de 3,54 avec une victoire et une défaite. Les Yankees le libèrent de son contrat en septembre 2014.

## Statistiques
| Saison | Équipe   | G  | GS | CG | SHO | V | D | SV | IP   | SO | ERA  |
| ------ | -------- | -- | -- | -- | --- | - | - | -- | ---- | -- | ---- |
| 2009   | Colorado | 57 | 0  | 0  | 0   | 1 | 1 | 0  | 51.0 | 55 | 4,24 |
| 2010   | Colorado | 28 | 0  | 0  | 0   | 0 | 1 | 0  | 23.1 | 18 | 4,24 |
| Totaux | Totaux   | 85 | 0  | 0  | 0   | 1 | 2 | 0  | 74.1 | 73 | 4,24 |

| Saison | Équipe   | G | GS | CG | SHO | V | D | SV | IP  | SO | ERA  |
| ------ | -------- | - | -- | -- | --- | - | - | -- | --- | -- | ---- |
| 2010   | Colorado | 1 | 0  | 0  | 0   | 0 | 0 | 0  | 1.0 | 0  | 0,00 |
| Totaux | Totaux   | 1 | 0  | 0  | 0   | 0 | 0 | 0  | 1.0 | 0  | 0,00 |

Note : G = Matches joués ; GS = Matches comme lanceur partant ; CG = Matches complets ; SHO = Blanchissages ; 
V = Victoires ; D = Défaites ; SV = Sauvetages ; IP = Manches lancées ; SO = Retraits sur des prises ; ERA = Moyenne de points mérités.